# 関谷哲夫
関谷 哲夫（せきや てつお、1934年8月11日 - 2018年2月4日）は、日本の経営者。日本精工社長、会長を務めた。

## 来歴・人物
長野県上高井郡高山村出身。1958年に慶應義塾大学経済学部を卒業し、同年に日本精工に入社した。1985年7月に取締役に就任し、1988年12月に常務、1992年6月に専務を経て、1994年6月に社長に就任し、2002年6月には会長に就任した。2004年6月に相談役に就任。
1998年4月に藍綬褒章を受章し、2016年11月に旭日重光章を受章した。
2018年2月4日、胆管癌のために死去。83歳没。